# Farida Osman
Farida Hisham Osman (àrab: فريدة هشام عثمان, Farīda Hixām ʿUṯmān) (Indianapolis, Indiana, 18 de gener de 1995) és un nedadora professional egípcia. Especialitzada en proves de papallona i lliure, és medallista d'or dels Jocs a l'Àfrica i campiona nacional i rècord d'Egipte. A més de ser la nadadora més ràpida d'Egipte, Osman ho és també de tot el continent africà. Actualment entrenada per Teri McKeever, la campiona de natació també posseeix el rècord nacional sènior de totes les proves de papallona, lliure i esquena, i alhora els rècords africans a les categories de 50 i 100 metres papallona.

## Biografia
Farida Osman nasqué a Indianapolis al si d'una família egípcia benestant el 18 de gener de 1995. Els seus pares, Hisham Osman i Randa Elsalawy, són tots dos dentistes. Farida va créixer però a la capital d'Egipte, el Caire. Va començar a nadar als cinc anys al Gezira Sporting Club amb el seu germà Ahmed. Osman començà els seus estudis a l'Oasis French School del Caire, però després va passar a l'ambaixada francesa Liceu Francès del Caire de l'ambaixada francesa. Va estudiar posteriorment al Cairo American College.
Es desvià de la natació tradicional per a dedicar-se plenament a la seva passió: la natació sincronitzada. Quan tenia 11 anys, va tornar tanmateix a la natació i es va endur tots els títols nacionals de 50m i 100m lliures i papallona, guanyant el trofeu "Millor nadadora". Als 12 anys va ser seleccionada per representar Egipte als 11ens Jocs Pan Àrabs que tingueren lloc al Caire. Fou aleshores l'atleta més jove de l'equip i va participar en les proves dels 50m, 100m lliures i als 50m i 100m papallona. Va ser llavors quan Osman va batre el rècord àrab dels 50 metres de papallona, i es va convertir en l'atleta egípcia i àrab més jove que hagi guanyat la prova i batut el rècord. Va acabar 6a en els 100 metres de papallona.
Aquell mateix any va participar en els Jocs Panafricans i va acabar cinquena a la competició dels 50m papallona amb una marca de 28s 95.

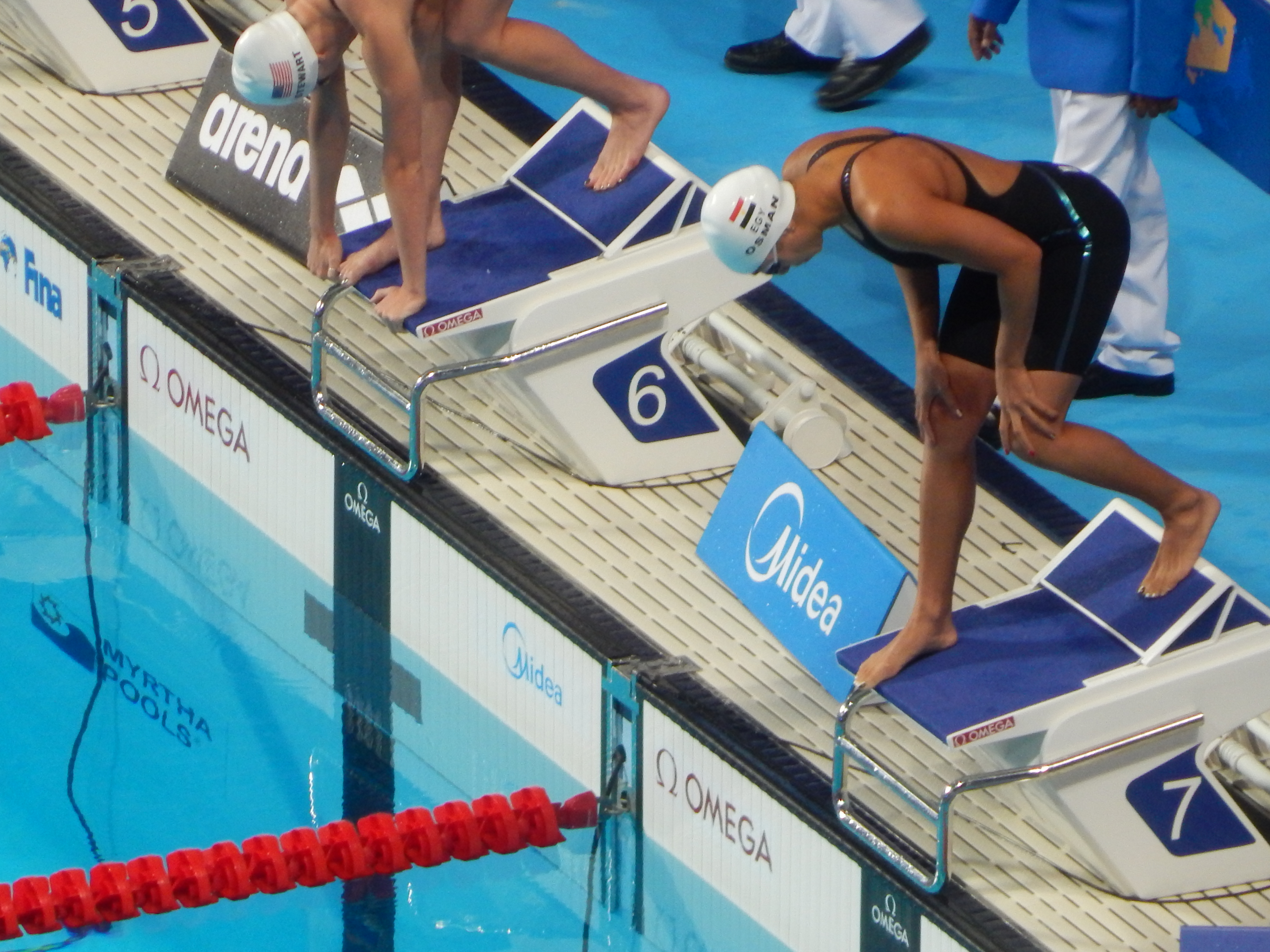
Farida Osman als Jocs de Kazan el 2015

### Les competicions internacionals
La jove esportista va continuar la seva progressió participant a diverses competicions internacionals com la competició internacional de natació de Sindlefingen (ISSC), on participà a totes les proves d'esprint en categoria esquena, papallona i lliure. Va rebre aleshores el 2n trofeu als millors velocistes de la competició.
Al Tercer Campionat Mundial de Natació FINA, que es va celebrar a la capital de Perú, Lima, Osman va ser una de les grans sorpreses de la competició. En un temps rècord per al campionat mundial júnior de 26s 69 es va convertir en campiona del món júnior a la prova dels 50 metres de papallona, situant així Egipte a l'11è lloc a les llistes de medallistes, el rang més alt que ha aconseguit qualsevol nació africana o àrab d'ençà de molt de temps. Als 100 m papallona, Osman es va classificar 15è amb un temps d'1:02.18.
Al 13è Campionat Mundial Aquàtic FINA 2009, que es va celebrar a la capital d'Itàlia, Roma, Osman va ser entre els nadadors més joves de la competició. Va assolir la 66a posició en els 50 metres lliures amb una marca de 26 s 77. Alhora es va classificar 50a a la categoria dels 50 m papallona amb un temps de 27 s 78, el que va fer d'ella la nadadora més ràpida del món pel que fa al seu grup d'edat. A més a més, es va classificar 87a en els 100 metres lliures (59,45 s) i 64a en els 100 metres papallona amb un temps de 1.03.21.
Poc després del campionat del món, Osman va anar a l'illa Maurici per mor de representar Egipte al vuitè Campionat africà júnior. S'hi va classificar 1a a la categoria dels 50 metres lliures, i establí aleshores un nou rècord júnior africà amb un temps de 26.36. Alhora, als 50m papallona, es va produir l'esdeveniment més gran de la seva participació a la competició, va batre un altre rècord júnior africà amb un temps de 27.60. Dominant a les proves de velocitat, Osman també va guanyar una medalla d'or als 50 metres esquena amb un temps rècord de 31 s 04. A les altre proves restants, la nadadora es va endur la medalla de plata als 100 metres papallona amb un temps d'1: 03.16, quedant així segona darrere la sud-africana Vanessa Mohr. Tant a la prova dels 100 metres lliures com a la dels 100 metres esquena, Osman va acabar al 3r lloc.
Uns quants anys després, durant els Jocs Olímpics d'Estiu de 2012 que tingueren lloc a la capital del Regne Unit, Farida Osman va representar el seu país a la prova dels 50 metres lliures, al costat de la seu companya d'equip Shehab Younis. Osman hi va acabar 42è amb un temps de 26 s 34.
Durant el Campionat del Món Aquàtic 2013 que es feren a Barcelona, l'esportista egípcia va participar en quatre proves. El primer dia, Osman competí a la competició dels 100 m papallona, i acabà 24a amb un temps de 59,85 s. El cinquè dia, va nadar els 100 metres lliures i els va recórrer en 56,84 s classificant-se doncs 40a. L'endemà, Osman va acabar onzena a la prova de la competició signatura, els 50 m papallona i avançava cap a les semifinals, acabant amb un nou rècord africà de 26,12 segons. Osman va ser llavors la primera egípcia que assolí tenir un lloc per a una final als Campionats Mundials Aquàtics a la història egípcia. El 3 d'agost de 2013, Osman terminà 7a a la final femenina dels 50 metres papallona amb un temps de 26,17 segons, una fita per a Egipte. És aquesta la millor classificació que ha fet mai un nadador egipci de piscina a una competició internacional important.
Quan va competir per a Egipte al Campionat del Món FINA de 2017, Osman s'endugué la medalla de bronze a la prova dels 50 metres papallona, establint així un nou rècord africà de 25,39 segons. A la prova dels 50 metres lliures, també va fixar un nou rècord africà amb 24,62 segons, arribant a conseqüència al novè lloc de la classificació.
Aquell mateix any, als campionats de la NCAA del 2017, Osman va assolir el primer lloc a la prova dels 100 metres papallona. També va guanyar el primer lloc als relleus dels 200 metres lliures i als relleus de 200 metres mixtos. En canvi va arribar en tercer lloc als relleus de 400 metres lliures.
Als Jocs Mediterranis del 2018 que van tenir lloc al sud de Catalunya, a Tarragona, Osman va representar Egipte a quatre proves i li va regalar tres medalles, dues d'or i una d'argent. A la prova dels 50 metres lliures, l'egípcia va guanyar una medalla d'or, imposant un nou rècord als Jocs Mediterranis de 24,83 segons. A la competició dels 50 m papallona, també s'emportà la medalla d'or, amb el nou rècord dels Jocs amb 25,48 segons. Als 100 m papallona, Osman va poder obtenir una medalla d'argent, amb un temps de 58,51 segons. Finalment, als 100 metres lliures, tot i que es va classificar per a les finals no va competir. Fou al capdavall la quarta atleta individual amb més èxit als Jocs.

## Palmarès
Aquest és el palmarès de Farida Osman a les competicions internacionals disputades durant la seva carrera com a nadadora.
| Competició / Prova         | Competició / Prova         | Estil lliure | Estil lliure | Papallona | Papallona | Esquena | Relleus         | Relleus        |
| Competició / Prova         | Competició / Prova         | 50 m         | 100 m        | 50 m      | 100 m     | 100 m   | 4x100 m lliures | 4x100 m estils |
| Campionat d'Àfrica         | Casablanca (Marroc) 2010   | Argent       | -            | Or        | Bronze    | Bronze  | Argent          | Bronze         |
| Campionat Mundial Júnior   | Lima (Perú) 2011           | -            | -            | Or        | -         | -       | -               | -              |
| Jocs Africans de 2011      | Maputo (Moçambic) 2011     | -            | -            | Or        | -         | -       | -               | -              |
| Jocs Mediterranis de 2013  | Mersin (Turquia) 2013      | -            | -            | Or        | -         | -       | -               | -              |
| Jocs Panafricans de 2015   | Brazzaville (Congo) 2015   | Or           | Or           | Or        | Or        | -       | Argent          | Argent         |
| Campionat Àrab de 2016     | Dubai (EAU) 2016           | Or           | Or           | Or        | Or        | -       | Or              | Or             |
| Campionat del Món de 2017  | Budapest (Hongria) 2017    | -            | -            | Bronze    | -         | -       | -               | -              |
| Jocs Mediterranis de 2018  | Tarragona (Catalunya) 2018 | Or           | -            | Or        | Argent    | -       | -               | -              |
| Campionat d'Àfrica de 2018 | Alger (Algèria) 2018       | Or           | Argent       | Or        | Or        | -       | Argent          | Argent         |
| Jocs Panafricans de 2019   | Casablanca (Marroc) 2019   | Argent       | Argent       | Or        | Or        | -       | Argent          | Argent         |

## Rècords personals
| Long course    | Long course | Long course                           | Long course | Long course    | Long course            | Long course |
| Prova          | Temps       | Campionat                             | Ciutat      | País           | Data                   | Notes       |
| -------------- | ----------- | ------------------------------------- | ----------- | -------------- | ---------------------- | ----------- |
| 50m lliures    | 24.62       | 2017 FINA World Championships         | Budapest    | Hongria        | 29 de juliol de 2017   | NR, AF      |
| 100m lliures   | 55.35       | Jocs panafricans de 2015              | Brazzaville | Rep. del Congo | 6 de setembre de 2015  | NR          |
| 50m papallona  | 25.39       | Campionat del Món de natació de 2015] | Budapest    | Hongria        | 29 de juliol de 2017   | NR,AF       |
| 100m papallona | 57.83       | Campionat del Món de natació de 2015  | Budapest    | Hongria        | Agost de 2017          | NR          |
| 50m esquena    | 30.25       | Jocs Panaràbics del 2011              | Doha        | Qatar          | 19 de desembre de 2011 | NR          |

## Premis i guardons
- Millor Atleta Femenina d'Àfrica per l'Associació dels Comitès Olímpics Nacionals (ANOC) el 2017.[28]
- Premi d'Esport Creatiu Mohamed Bin Rashed Al Maktoum per a l'èxit notable d'un atleta esportiu del 2017.[29]
- Títol de la Nadadora Africana de l'Any pels Swimswam.com's Swammy Awards el 2013, 2015, 2016 i 2017.[30][31]
- Nadadora Africana de l'Any 2017 per la revista Swimming World.[32]
- Medalla Tom Hansen com a millor atleta femenina per la temporada 2016/17 de la Universitat de Califòrnia a Berkeley.[33]